# Paroa
Paroa (en ourdou : پاروا) est une ville pakistanaise située dans la province de Khyber Pakhtunkhwa. Elle est la troisième plus grande ville du district de Dera Ismail Khan, et située à environ quarante kilomètres au sud de la ville de Dera Ismail Khan.
Elle est située à quelques kilomètres à l'ouest du fleuve Indus et de la frontière avec la province du Pendjab. 
La ville est pour la première fois considérée comme une unité urbaine lors du recensement de 2017, et sa population s'établit à 39 881 habitants.